# La Lande-sur-Drôme
La Lande-sur-Drôme település Franciaországban, Calvados megyében. Lakosainak száma 66 fő (2018. január 1.). La Lande-sur-Drôme Sept-Vents, La Vacquerie, Biéville és Le Perron községekkel határos.

## Népesség
A település népességének változása:
| Lakosok száma | 78   | 78   | 66   | 57   | 59   | 65   | 67   | 68   | 66   | 66   |
|               | 1968 | 1975 | 1982 | 1990 | 1999 | 2011 | 2013 | 2015 | 2017 | 2018 |